# Liste des équipes continentales en 2015
Cet article liste les équipes continentales en 2015.

## Liste des équipes

### Équipes africaines
| Code UCI | Nom de l'équipe                           | Pays    |
| -------- | ----------------------------------------- | ------- |
| GSP      | Groupement Sportif des Pétroliers Algérie | Algérie |
| VCS      | Vélo Club Sovac                           | Algérie |
| MCT      | Al Marakeb                                | Maroc   |

### Équipes américaines
| Code UCI | Nom de l'équipe                             | Pays                   |
| -------- | ------------------------------------------- | ---------------------- |
| BAP      | Buenos Aires Provincia                      | Argentine              |
| SLS      | San Luis Somos Todos                        | Argentine              |
| SEP      | Sindicato de Empleados Públicos de San Juan | Argentine              |
| FUN      | Funvic-São José dos Campos                  | Brésil                 |
| GQC      | Garneau-Québecor                            | Canada                 |
| HRB      | H&R Block                                   | Canada                 |
| SPC      | Silber                                      | Canada                 |
| ANQ      | Orgullo Antioqueño                          | Colombie               |
| EPM      | EPM-UNE-Área Metropolitana                  | Colombie               |
| MOT      | Movistar Team                               | Colombie               |
| ECU      | Ecuador                                     | Équateur               |
| AIR      | Airgas-Safeway                              | États-Unis             |
| ACT      | Astellas                                    | États-Unis             |
| BDT      | Axeon                                       | États-Unis             |
| CSN      | Champion System-Stan's NoTubes              | États-Unis             |
| HSD      | Hincapie Racing                             | États-Unis             |
| IRT      | IRT Racing                                  | États-Unis             |
| JHB      | Jamis-Hagens Berman                         | États-Unis             |
| JBC      | Jelly Belly-Maxxis                          | États-Unis             |
| LRT      | Lupus Racing                                | États-Unis             |
| OPM      | Optum-Kelly Benefit Strategies              | États-Unis             |
| SSC      | SmartStop                                   | États-Unis             |
| STF      | Start-Massi                                 | Paraguay               |
| IPC      | InCycle Cannondale                          | Porto Rico             |
| DCT      | Inteja-MMR Dominican                        | République dominicaine |

### Équipes asiatiques
| Code UCI | Nom de l'équipe                     | Pays                |
| -------- | ----------------------------------- | ------------------- |
| IAT      | Beijing Innova                      | Chine               |
| GTQ      | China Continental of Gansu Bank     | Chine               |
| CHC      | China Cooperation Development       | Chine               |
| YDL      | China Hainan Yindongli-Wildto       | Chine               |
| MSS      | Giant-Champion System               | Chine               |
| HEN      | Hengxiang                           | Chine               |
| HBR      | Holy Brother                        | Chine               |
| JLS      | Jilun-Shakeland                     | Chine               |
| LSL      | Lvshan Landscape                    | Chine               |
| NFC      | Ningxia Sports Lottery-Focus        | Chine               |
| TYD      | Qinghai Tianyoude                   | Chine               |
| GIC      | Geumsan Insam Cello                 | Corée du Sud        |
| KCT      | Korail                              | Corée du Sud        |
| KSP      | KSPO                                | Corée du Sud        |
| SCT      | Seoul                               | Corée du Sud        |
| SKD      | Skydive Dubai-Al Ahli Club          | Émirats arabes unis |
| HKS      | HKSI                                | Hong Kong           |
| PCT      | Pegasus Continental                 | Indonésie           |
| PKY      | Pishgaman Giant                     | Iran                |
| PTS      | Sepahan                             | Iran                |
| TPT      | Tabriz Petrochemical                | Iran                |
| TST      | Tabriz Shahrdari                    | Iran                |
| AIS      | Aisan Racing                        | Japon               |
| BGT      | Bridgestone Anchor                  | Japon               |
| GRF      | Gunma Grifin Racing                 | Japon               |
| KIN      | Kinan                               | Japon               |
| MTR      | Matrix Powertag                     | Japon               |
| NAS      | Nasu Blasen                         | Japon               |
| SMN      | Shimano Racing                      | Japon               |
| UKO      | Ukyo                                | Japon               |
| BLZ      | Utsunomiya Blitzen                  | Japon               |
| V4E      | Vino 4-ever                         | Kazakhstan          |
| SIL      | Seven Rivers                        | Kazakhstan          |
| KCP      | Kuwait Project                      | Koweït              |
| CCN      | CCN                                 | Laos                |
| NSC      | National Sports Council of Malaysia | Malaisie            |
| TSG      | Terengganu                          | Malaisie            |
| T7E      | 7-Eleven RoadBike Philippines       | Philippines         |
| ACY      | Action                              | Taipei chinois      |
| ATG      | Attaque Gusto                       | Taipei chinois      |
| RTS      | RTS-Santic Racing                   | Taipei chinois      |

### Équipes européennes
| Code UCI | Nom de l'équipe                | Pays        |
| -------- | ------------------------------ | ----------- |
| BAI      | Bike Aid                       | Allemagne   |
| THF      | Heizomat                       | Allemagne   |
| TKG      | Kuota-Lotto                    | Allemagne   |
| LKT      | LKT Brandenburg                | Allemagne   |
| TBJ      | MLP Bergstrasse                | Allemagne   |
| RNR      | Rad-net Rose                   | Allemagne   |
| STG      | Stölting                       | Allemagne   |
| SGT      | Stuttgart                      | Allemagne   |
| AMP      | Amplatz-BMC                    | Autriche    |
| RWS      | Felbermayr Simplon Wels        | Autriche    |
| HAC      | Hrinkow Advarics Cycleang      | Autriche    |
| TIR      | Tirol                          | Autriche    |
| VBG      | Vorarlberg                     | Autriche    |
| WSA      | WSA-Greenlife                  | Autriche    |
| BCP      | Synergy Baku Project           | Azerbaïdjan |
| MMM      | 3M                             | Belgique    |
| BKP      | BKCP-Corendon                  | Belgique    |
| CIB      | Cibel                          | Belgique    |
| CCB      | Color Code-Aquality Protect    | Belgique    |
| COR      | ERA Real Estate-Murprotec      | Belgique    |
| SUN      | Sunweb-Napoleon Games          | Belgique    |
| CSH      | Superano Ham-Isorex            | Belgique    |
| PCW      | T.Palm-Pôle Continental Wallon | Belgique    |
| TFC      | Telenet-Fidea                  | Belgique    |
| VGS      | Vastgoedservice-Golden Palace  | Belgique    |
| VER      | Veranclassic-Ekoï              | Belgique    |
| WIL      | Verandas Willems               | Belgique    |
| WBC      | Wallonie-Bruxelles             | Belgique    |
| MCC      | Minsk CC                       | Biélorussie |
| MKT      | Meridiana Kamen                | Croatie     |
| ABB      | Almeborg-Bornholm              | Danemark    |
| TCQ      | ColoQuick                      | Danemark    |
| RIW      | Riwal Platform                 | Danemark    |
| TBW      | Trefor-Blue Water              | Danemark    |
| BUR      | Burgos BH                      | Espagne     |
| MUR      | Murias Taldea                  | Espagne     |
| ADT      | Armée de Terre                 | France      |
| AUB      | Auber 93                       | France      |
| M13      | Marseille 13 KTM               | France      |
| RLM      | Roubaix Lille Métropole        | France      |
| UNA      | Utensilnord                    | Hongrie     |
| SKT      | An Post-ChainReaction          | Irlande     |
| CAT      | Cycling Academy                | Israël      |
| AZT      | D'Amico Bottecchia             | Italie      |
| GMC      | GM                             | Italie      |
| IDE      | Idea 2010 ASD                  | Italie      |
| VHS      | MG.Kvis-Vega                   | Italie      |
| UNI      | Unieuro Wilier                 | Italie      |
| ALB      | Alpha Baltic-Maratoni.lv       | Lettonie    |
| RBD      | Rietumu-Delfin                 | Lettonie    |
| CCD      | Differdange-Losch              | Luxembourg  |
| LDT      | Leopard Development            | Luxembourg  |
| COH      | Coop-Øster Hus                 | Norvège     |
| FIX      | FixIT.no                       | Norvège     |
| FRB      | Frøy Bianchi                   | Norvège     |
| TJO      | Joker                          | Norvège     |
| KRA      | Ringeriks-Kraft                | Norvège     |
| TSS      | Sparebanken Sør                | Norvège     |
| BBD      | Baby-Dump                      | Pays-Bas    |
| CJP      | Jo Piels                       | Pays-Bas    |
| RIJ      | Join-S-De Rijke                | Pays-Bas    |
| MET      | Metec-TKH-Mantel               | Pays-Bas    |
| PVC      | Parkhotel Valkenburg           | Pays-Bas    |
| RDT      | Rabobank Development           | Pays-Bas    |
| SEG      | SEG Racing                     | Pays-Bas    |
| AJT      | ActiveJet                      | Pologne     |
| DOM      | Domin Sport                    | Pologne     |
| WIB      | Wibatech Fuji                  | Pologne     |
| EFP      | Efapel                         | Portugal    |
| LAA      | LA Alumínios-Antarte           | Portugal    |
| LRJ      | Louletano-Ray Just Energy      | Portugal    |
| RPB      | Rádio Popular-Boavista         | Portugal    |
| TAV      | Tavira                         | Portugal    |
| W52      | W52-Quinta da Lixa             | Portugal    |
| ASP      | AC Sparta Praha                | Tchéquie    |
| AWT      | AWT-Greenway                   | Tchéquie    |
| PFG      | CK Příbram Fany Gastro         | Tchéquie    |
| ADP      | Dukla Praha                    | Tchéquie    |
| EXP      | Ex23-Saroni Factory            | Tchéquie    |
| SKC      | SKC Tufo Prostějov             | Tchéquie    |
| WHI      | Whirlpool-Author               | Tchéquie    |
| TCT      | Tusnad                         | Roumanie    |
| JLT      | JLT Condor                     | Royaume-Uni |
| MGT      | Madison Genesis                | Royaume-Uni |
| NPC      | NFTO                           | Royaume-Uni |
| ONE      | ONE                            | Royaume-Uni |
| RAL      | Raleigh GAC                    | Royaume-Uni |
| WGN      | Wiggins                        | Royaume-Uni |
| TIK      | Itera-Katusha                  | Russie      |
| LOK      | Lokosphinx                     | Russie      |
| KMP      | Keith Mobel-Partizan           | Serbie      |
| NAN      | Nankang Dynatek                | Serbie      |
| CKB      | CK Banská Bystrica             | Slovaquie   |
| DUK      | Kemo Dukla Trenčín             | Slovaquie   |
| ADR      | Adria Mobil                    | Slovénie    |
| RAR      | Radenska Ljubljana             | Slovénie    |
| TTB      | Tre Berg-Bianchi               | Suède       |
| ROT      | Roth-Škoda                     | Suisse      |
| TRK      | Torku Şekerspor                | Turquie     |
| AMO      | Amore & Vita-Selle SMP         | Ukraine     |
| ISD      | ISD Continental                | Ukraine     |
| KCR      | Kyiv Capital Racing            | Ukraine     |
| KLS      | Kolss-BDC                      | Ukraine     |

### Équipes océaniennes
| Code UCI | Nom de l'équipe             | Pays             |
| -------- | --------------------------- | ---------------- |
| AWS      | African Wildlife Safaris    | Australie        |
| BFL      | Budget Forklifts            | Australie        |
| CMR      | Charter Mason Giant Racing  | Australie        |
| DSR      | Data3 Symantec Racing-Scody | Australie        |
| NSR      | Navitas Satalyst Racing     | Australie        |
| STR      | Search2retain-Health.com.au | Australie        |
| ART      | Avanti Racing               | Nouvelle-Zélande |
| CCT      | CCT-Champion System         | Nouvelle-Zélande |